# Гассман, Флориан Леопольд
Флориан Леопольд Гассман (также Гасман; нем. Florian Leopold Gassmann; 3 мая 1729, Брюкс, Чехия — 21 января 1774, Вена) — австрийский композитор и дирижёр чешского происхождения.

## Биография
Флориан Леопольд Гассман родился в Богемии в семье купца; поскольку отец не одобрял его увлечение музыкой, в 12 лет бежал из дома и вскоре оказался в Болонье, где в течение двух лет учился у знаменитого падре Мартини.
В 1762 году Гассман был приглашен в качестве балетного композитора в Вену. Своими балетами для придворной сцены он обратил на себя внимание императора Иосифа II, в 1764 году был назначен придворным композитором камерной музыки и вошёл в узкий круг приближённых, с которыми император ежедневно музицировал.
В дальнейшем Гассман приобрел признание и как оперный композитор; он был одним из очень немногих неитальянцев, получивших признание в Италии. В марте 1772 года Гассман стал преемником Георга Рейттера Младшего на посту придворного капельмейстера (руководителя Придворной капеллы).
В том же году Гассман основал Венское музыкальное общество (Tonkünstlersocietät), сыгравшее исключительно важную роль в жизни Вены. Основным назначением Общества было создание и поддержание пенсионного фонда для вдов и сирот музыкантов (первые взносы внесли императрица Мария Терезия и её сын Иосиф); для этой цели оно регулярно, 4 раза в год, проводило благотворительные концерты и тем самым положило начало публичным концертам в Вене. Публику знакомили с новыми сочинениями здравствующих композиторов и не давали ей забыть композиторов ушедших; концерты Общества нередко становились стартовой площадкой для молодых музыкантов. Десять лет спустя В. А. Моцарт писал отцу по поводу концертов Общества: «В оркестре 180 музыкантов, и ни один виртуоз, имеющий хоть каплю любви к ближнему, не откажет в просьбе общества выступить в концерте. И этим он приобретает благосклонность, как Императора, так и публики».
Гассман занимался также педагогической деятельностью; самый известный его ученик — Антонио Сальери, которого Гассман привёз в Вену 16-летним подростком, взяв на себя заботу не только о музыкальном, но и об общем его образовании. В конце жизни Сальери вспоминал: «В день моего приезда в столицу учитель повел меня в итальянскую церковь, чтобы там помолиться. По выходе оттуда он сказал мне: „Я полагал, что твое музыкальное образование должно начинаться с Бога. Только от тебя теперь будет зависеть, достигнешь ли ты успеха или нет; я в любом случае свой долг исполнил“. — Редко встречаются такие люди!». В память о своём благодетеле Сальери своим многочисленным ученикам давал уроки, как правило, бесплатно; его ученицами были и дочери Гассмана, Мария Анна и Мария Терезия (Розенбаум), ставшие популярными оперными певицами.
В 1770 году, во время очередной поездки в Италию, где ставились его оперы, с Гассманом случилось несчастье, подорвавшее его здоровье: лошади понесли, и Гассман, попытавшись выпрыгнуть из кареты, запутался в цепях. «Лошади волокли его, — пишет Ф. Браунберенс, — три четверти часа и два его ребра были вогнуты в грудь. С этого времени у него наблюдался необыкновенно сильный пульс… Он также почти не мог спать — один-два часа в сутки». Этот несчастный случай, по-видимому, и стал причиной ранней смерти композитора.
В 1906 году именем Гассмана была названа одна из улиц Вены (Gassmannstraße).

## Творчество
Гассман является автором 23 опер, многочисленных произведений духовной музыки (месс, мотетов, псалмов, Stabat Mater), 15 симфоний, а также камерных сочинений — трио, квартетов и квинтетов, многие из которых были написаны для музицирований императоров — не только Иосифа, но и Фридриха Великого. Он был близко знаком с известным поэтом и либреттистом Пьетро Метастазио, в доме которого собирались венские интеллектуалы и артисты, и с Кристофом Виллибальдом Глюком, чью неудовлетворённость итальянской оперой-сериа вполне разделял: одно из лучших сочинений композитора — и поныне не забытая опера-буффа под названием «Опера-сериа» (L’opera seria, 1769), написанная на либретто Раньери да Кальцабиджи и остроумно высмеивающая несуразности тогдашней итальянской оперы.

### Сочинения

#### Оперы
- 1757 — «Меропа» (Merope)
- 1759 — «Птицеловы» (Gli uccellatori)
- 1760 — «Философия и любовь» (Filosofia, ed amore)
- 1761 — «Катон в Утике» (Catone in Utica)
- 1764 — «Олимпиада» (L’Olimpiade)
- 1765 — «Триумф любви» (Il trionfo d’amore)
- 1766 — «Ахилл на Скиросе» (Achille in Sciro)
- 1767 — «Амур и Психея» (Amore, e Psiche)
- 1768 — «Критическая ночь» (La notte critica)
- 1769 — «Опера-сериа» (L’opera seria, на либретто Р. де Кальцабиджи по П. Метастазио)
- 1770 — «Аэций» (Ezio)
- 1770 — «Молодая графиня» (La Contessina)
- 1771 — «Влюблённый философ» (Il filosofo innamorato)

#### Другие сочинения
- 5 месс
- Оратория «Освобождённая Ветулия» (La Betulia liberata, на либретто П. Метастазио, 1772)
- Кантата «Амур и Венера» (Amore, e Venere, 1768)
- Кантата «Робкая любовь» (L'amor timido)